# Оравица (город)
Ора́вица (рум. Oravița, венг. Oravicabánya, чеш. Oravice, серб. Oravica / Оравица, нем. Orawitz) — город на юго-западе Румынии, в жудеце Караш-Северин, в исторической области Банат. По данным переписи 2002 года население города составляет 12 858 человек.

## История
В начале XVII веке Оравица был крупнейшим центром выплавки меди в Венгерском королевстве в составе Габсбургской империи. В основном, этим видом деятельности занимались немецкие колонисты, выходцы из Штирии и Тироля, позже получившие известность как банатские швабы. Кроме того, здесь также добывалось золото.
В конце Второй мировой войны большая часть немецкого населения иммигрировала в Германию или Австрию. В послевоенные годы недалеко от города было обнаружено урановое месторождение. На руднике велась добыча в промышленных масштабах, полученный материал экспортировался в СССР.

## Этимология
Название города имеет славянское происхождение, от первоначального чешского названия Ореховице (чеш. Ořechovice). Позже это название была искажено в других языках, как в немецком Orawitz. Чехи здесь также поселились во времена Австро-Венгрии, в основном это были лесорубы из Богемии.

## Достопримечательности
Театр им. Михая Эминеску, получивший отражение в гербе города, построен в 1816 году. 
15 декабря 1863 года была запущена первая горная железная дорога на территории Румынии, связывающая населённые пункты Анина и Оравица, предназначенная для транспортировки угля к портам на Дунае. Она используется сегодня в туристических целях, для желающих посмотреть на живописные пейзажи Банатских гор, и проехать через туннели большой протяженности, вырубленные в скальной породе.

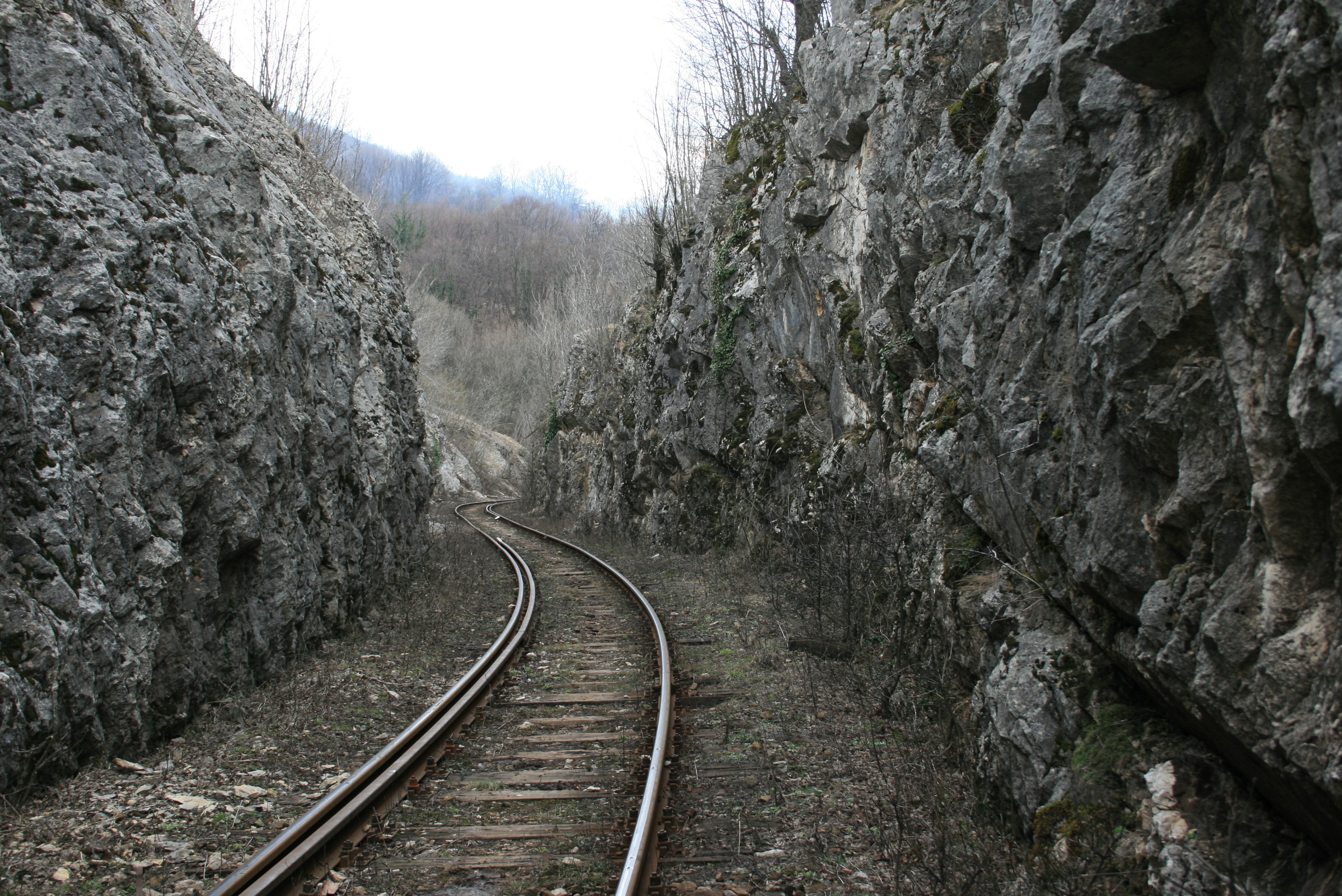
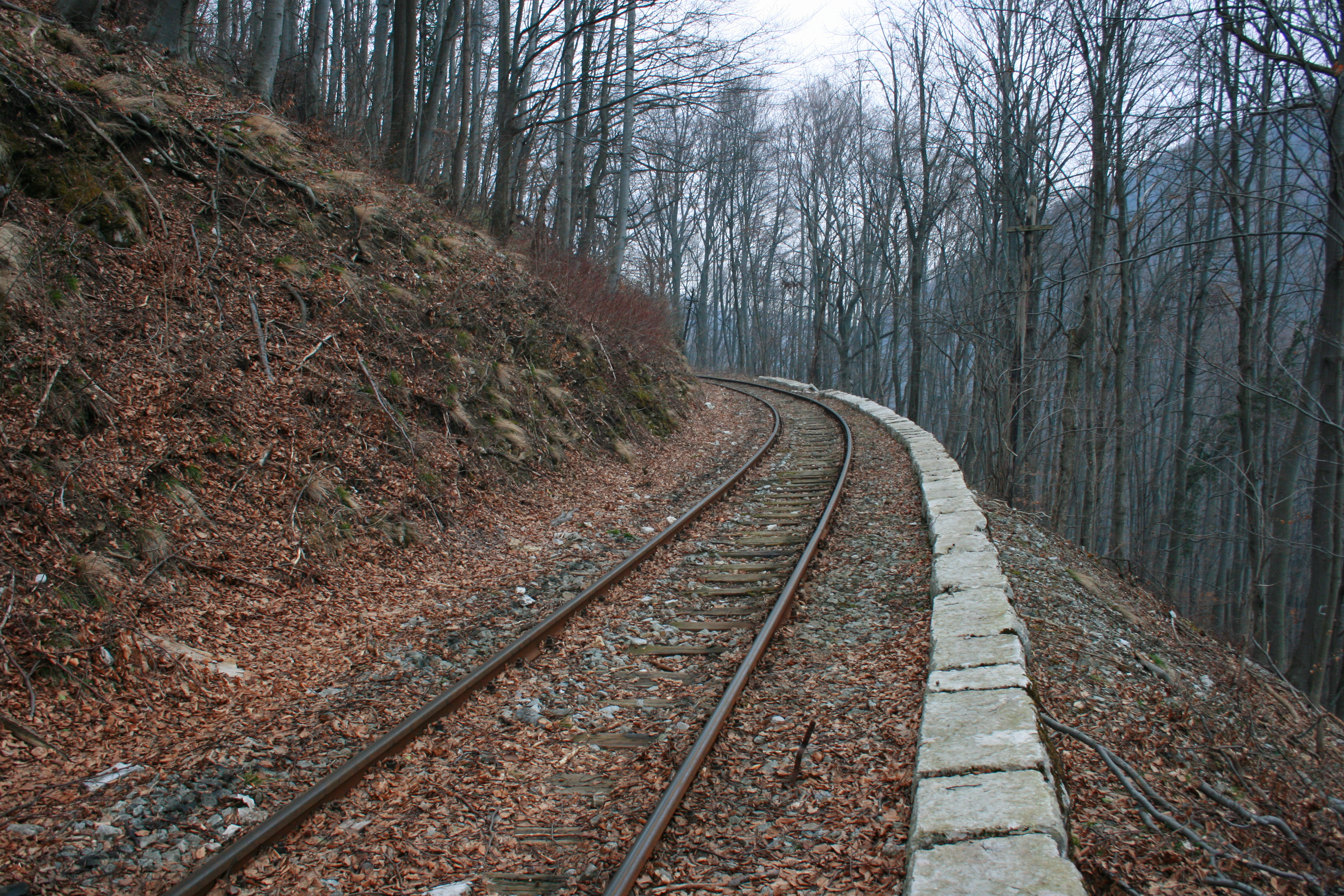
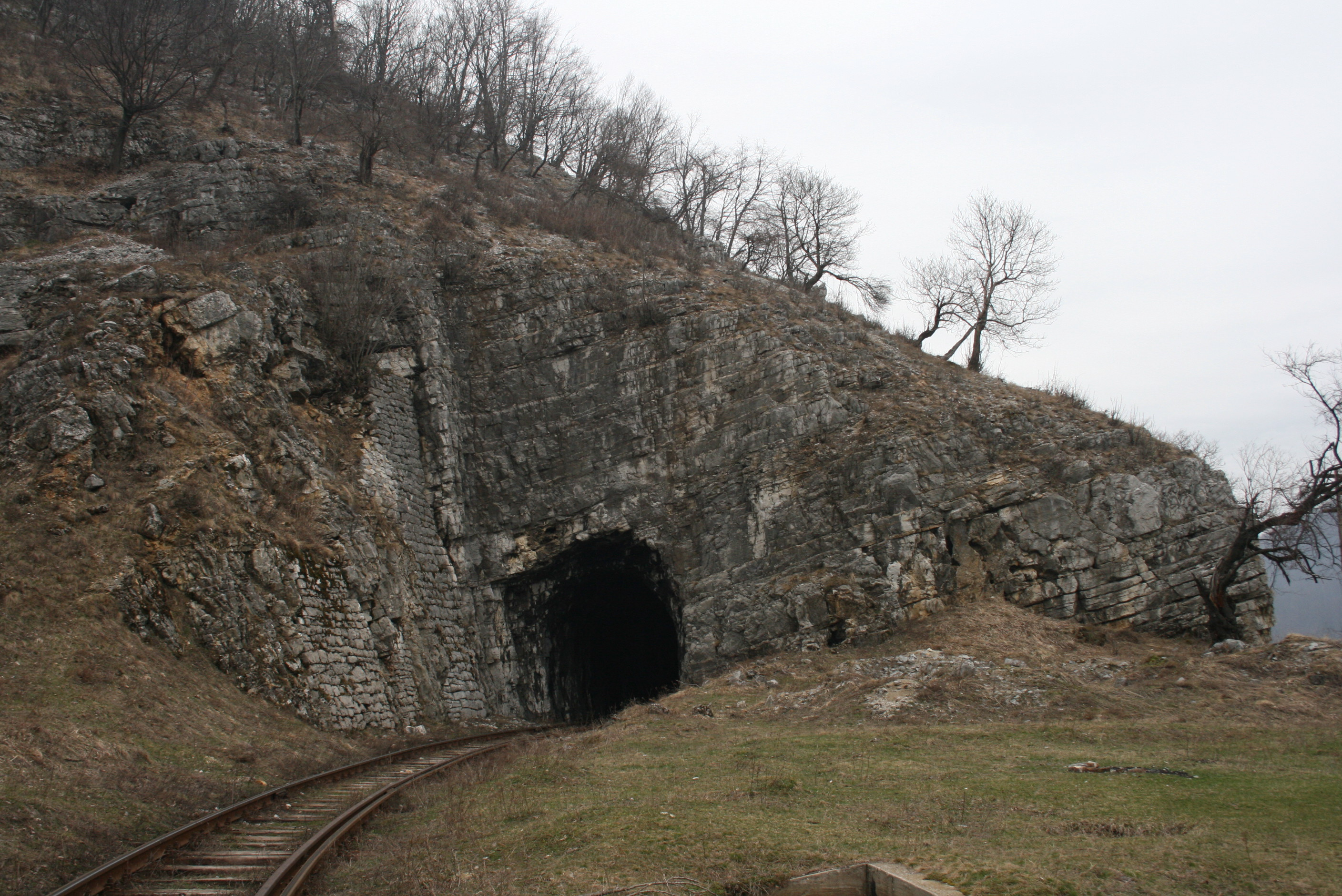
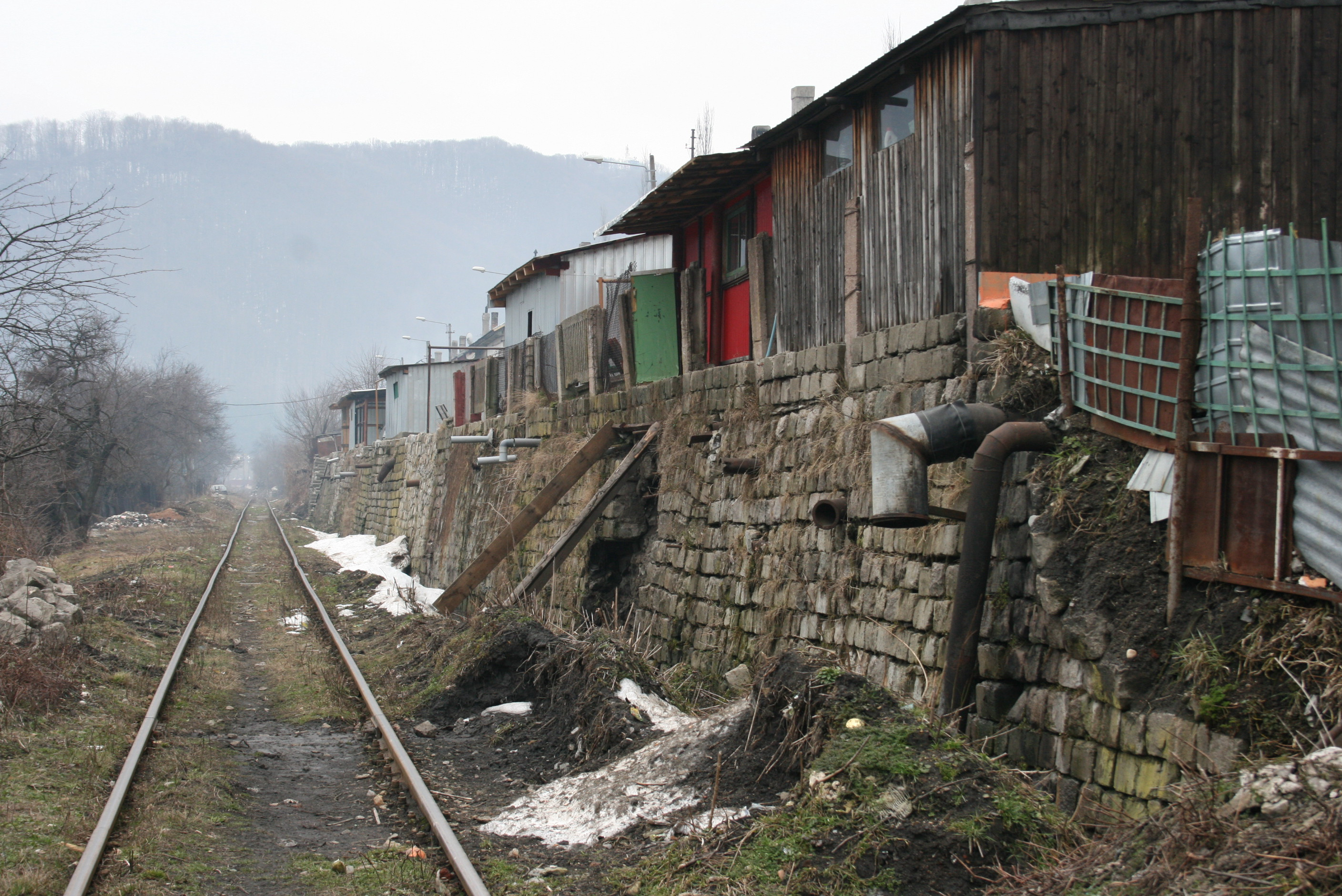
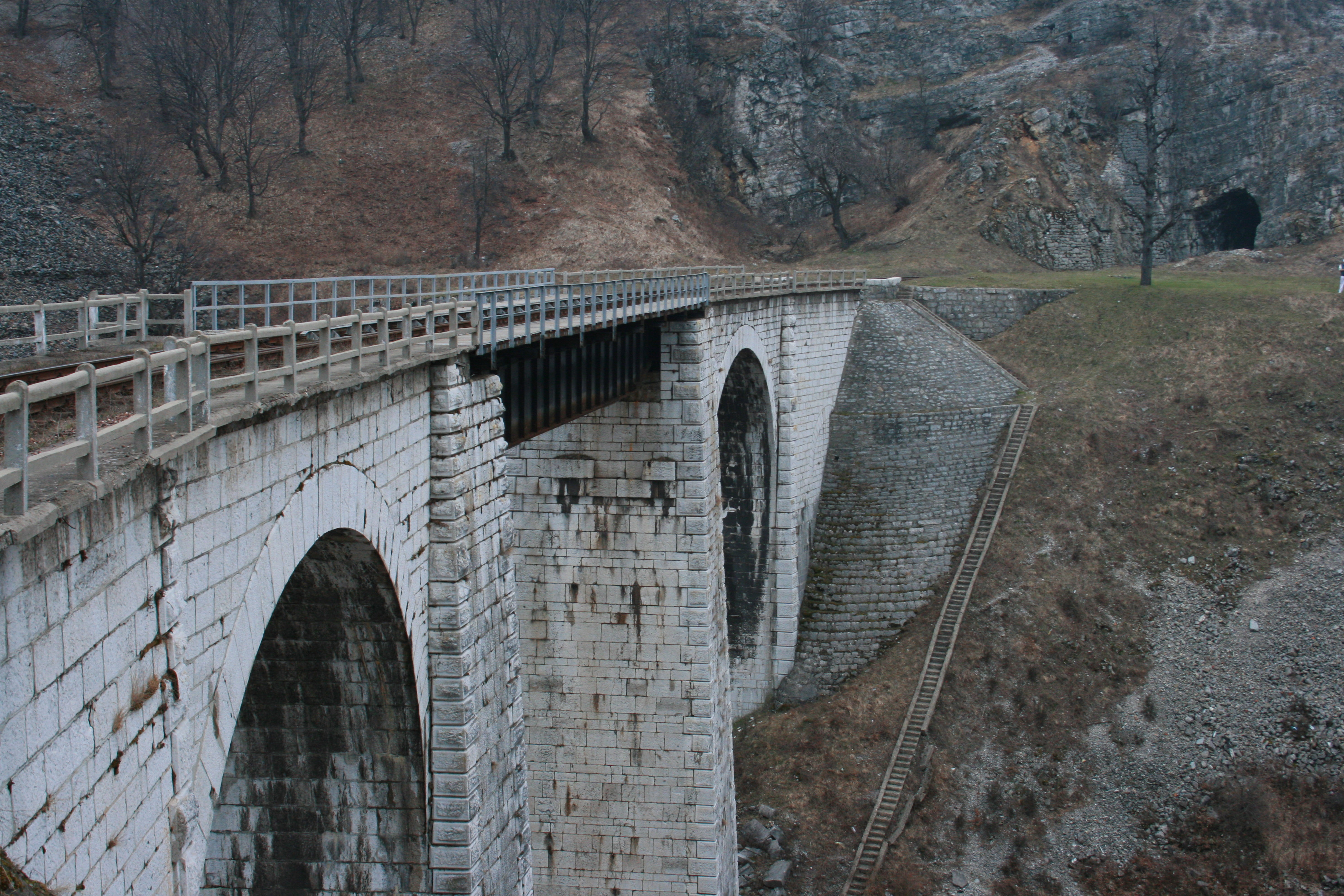